# Karl Pavlovics Brjullov

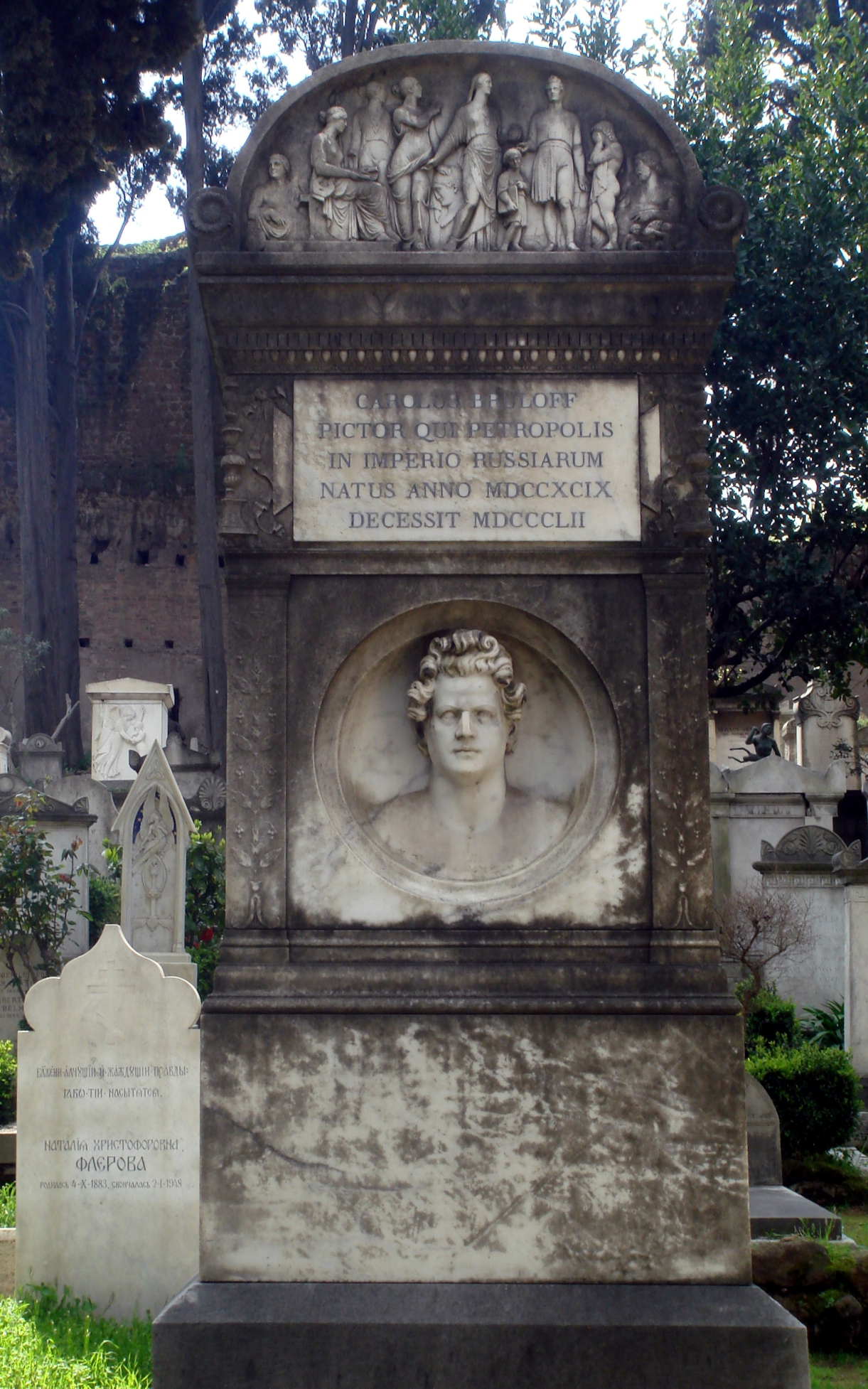
Római sírja

Karl Pavlovics Brjullov (neve oroszul: Карл Павлович Брюллов) (Szentpétervár, 1799. december 12. — Manziana, Róma mellett, 1852. június 23.) orosz festő, a romantika jeles képviselője. Bátyja Alekszandr Pavlovics Brjullov építész.

## Életpályája
Képzőművész családban született, a szentpétervári Cári Művészeti Akadémián folytatott művészeti tanulmányokat, első ismert képe 1820-ból való, címe: Nárcisz. 1823-tól több alkalommal is Rómában volt tanulmányúton, de közben Itália más városait, sőt Drezdát és Münchent is felkereste. Raffaello Athéni iskola című kompozícióját eredeti méretben másolta, közben számos portrét és életképet festett, az életképek témáját gyakran az olasz nép életéből vett jelenetek ihlették. 
Az 1820-as évek végén és az 1830-as évek elején személyes élményei (1828-ban volt a Vezúvnak egy kisebb kitörése) és Ifjú Plinius írásait tanulmányozva hatalmas vásznat festett a Vezúv nagy, ókori kitöréséről, Pompeii utolsó napjáról romantikus stílusban. Karl Brjullov a pompeii helyszínen készített számos vázlatot a képhez. A szigorú francia műkritikusok és az orosz cár tetszését is elnyerte a kép. I. Miklós az Ermitázsban helyeztette el, ma a szentpétervári Orosz Múzeum őrzi.
Brjullov görögországi, törökországi utazásokat is tett, ezután Szentpétervárott a Művészeti Akadémián tanított. Híres önarcképét 1848-ban festette, ma az Állami Tretyjakov Galéria őrzi. Főleg olajfestményeket készített, de festett akvarelleket is. Élete utolsó pár évében sokat betegeskedett, Spanyolországban és Itáliában gyógyíttatta magát, de a festést nem hagyta abba, arcképeket, életképeket festett. Róma közelében érte a halál, a római ún. angol vagy protestáns temető orosz parcellájában helyezték örök nyugalomra.

## Emlékezete
Emlékérmeket, postabélyegeket adtak ki, és szobrot is emeltek tiszteletére.

## Galéria

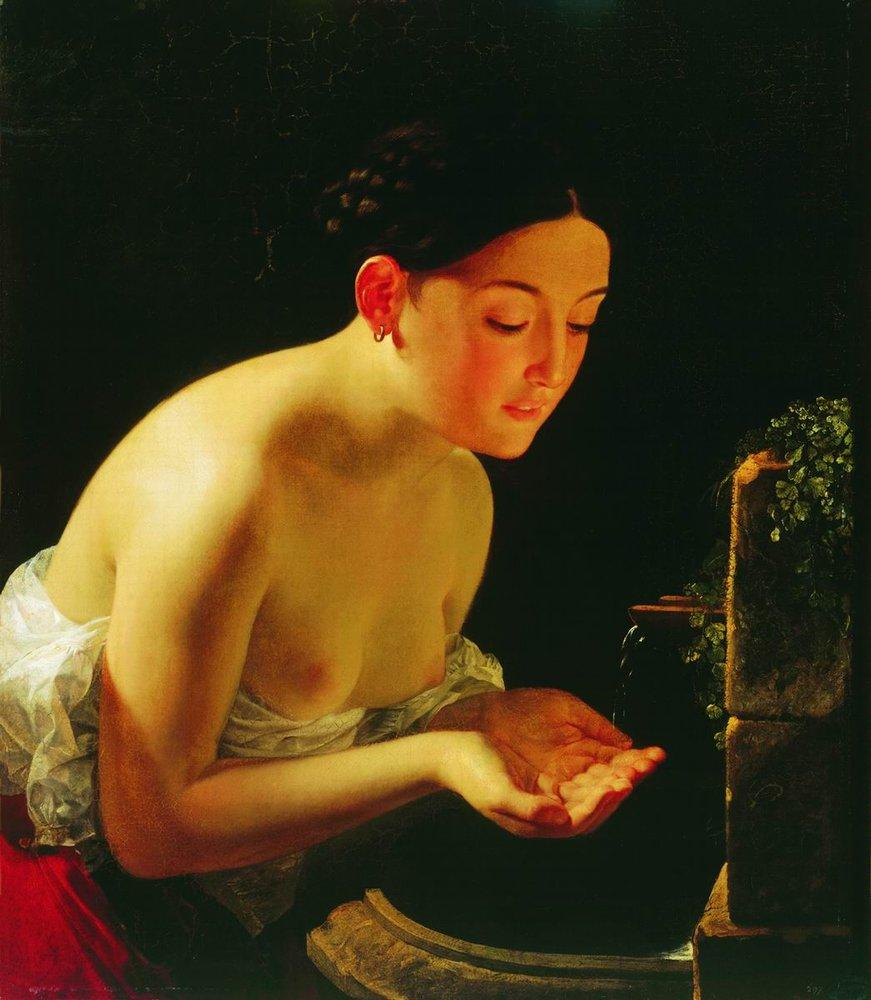
Itáliai reggel (1823)
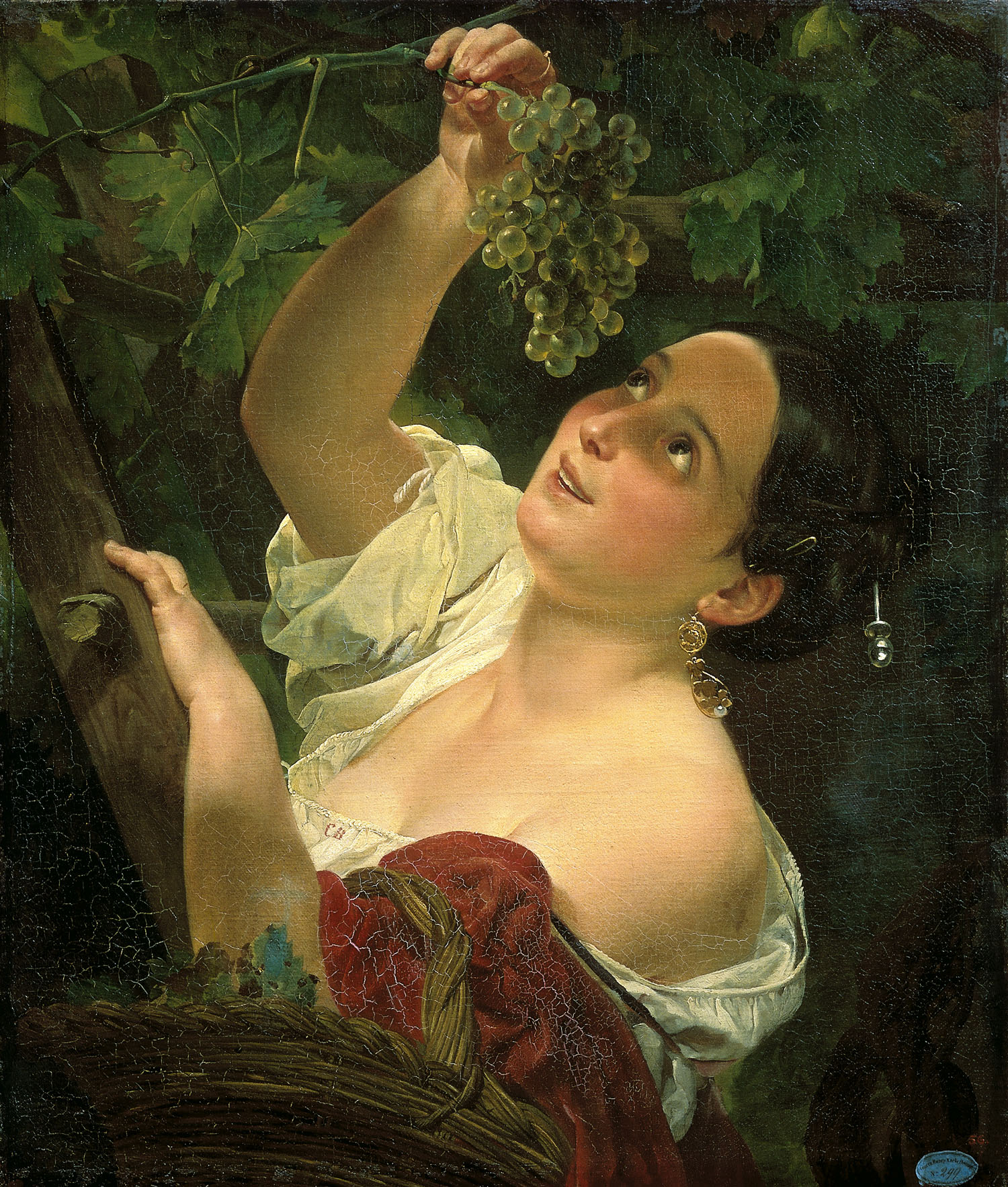
Itáliai délidő (1827)
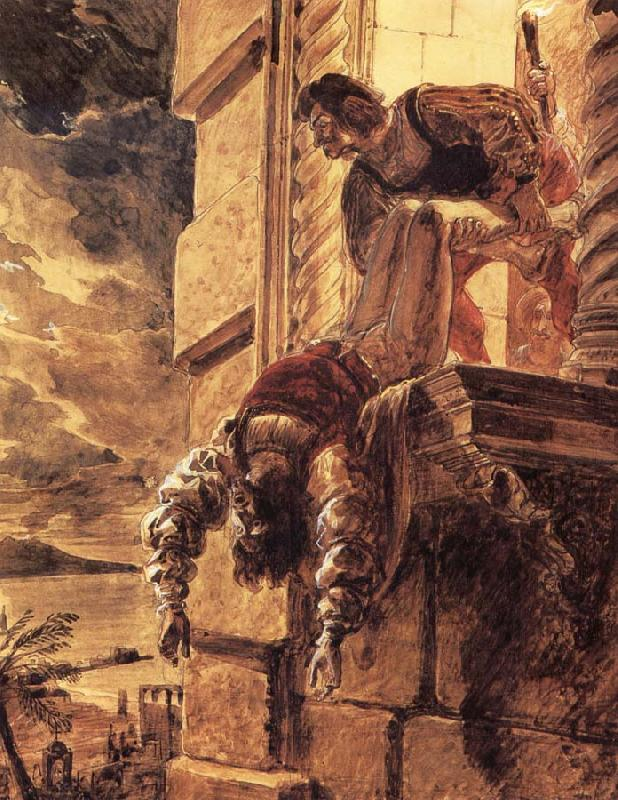
András herceg halála (1835)
Az 1830-1833 között festett képe Pompeii utolsó napjáról
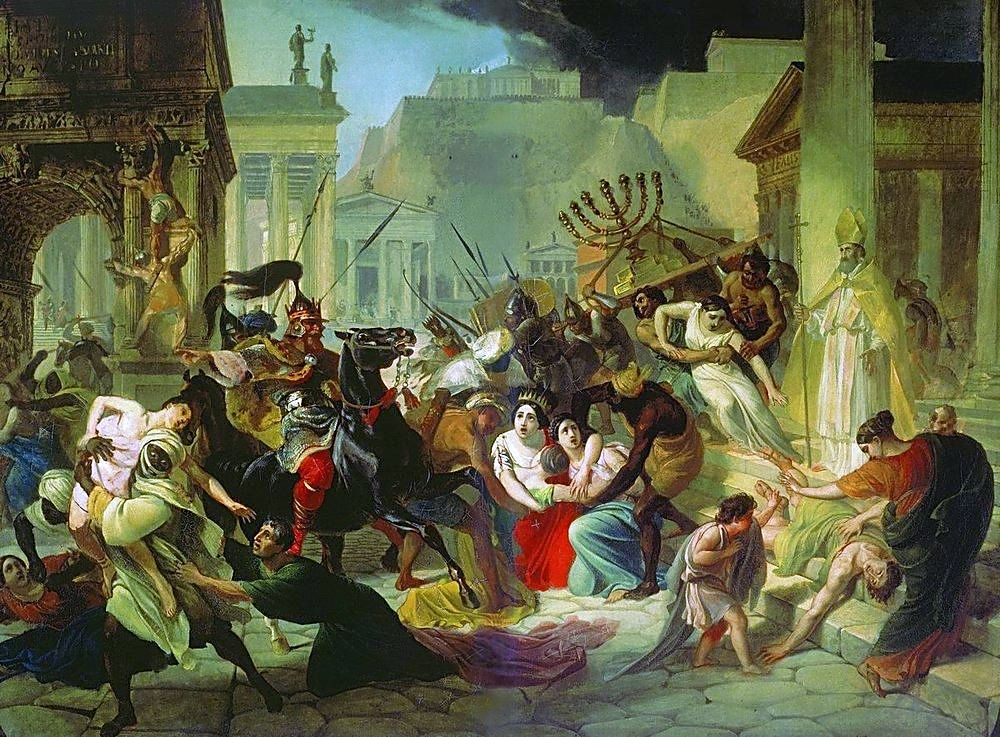
Genzerih kifosztja Rómát (1833-36)
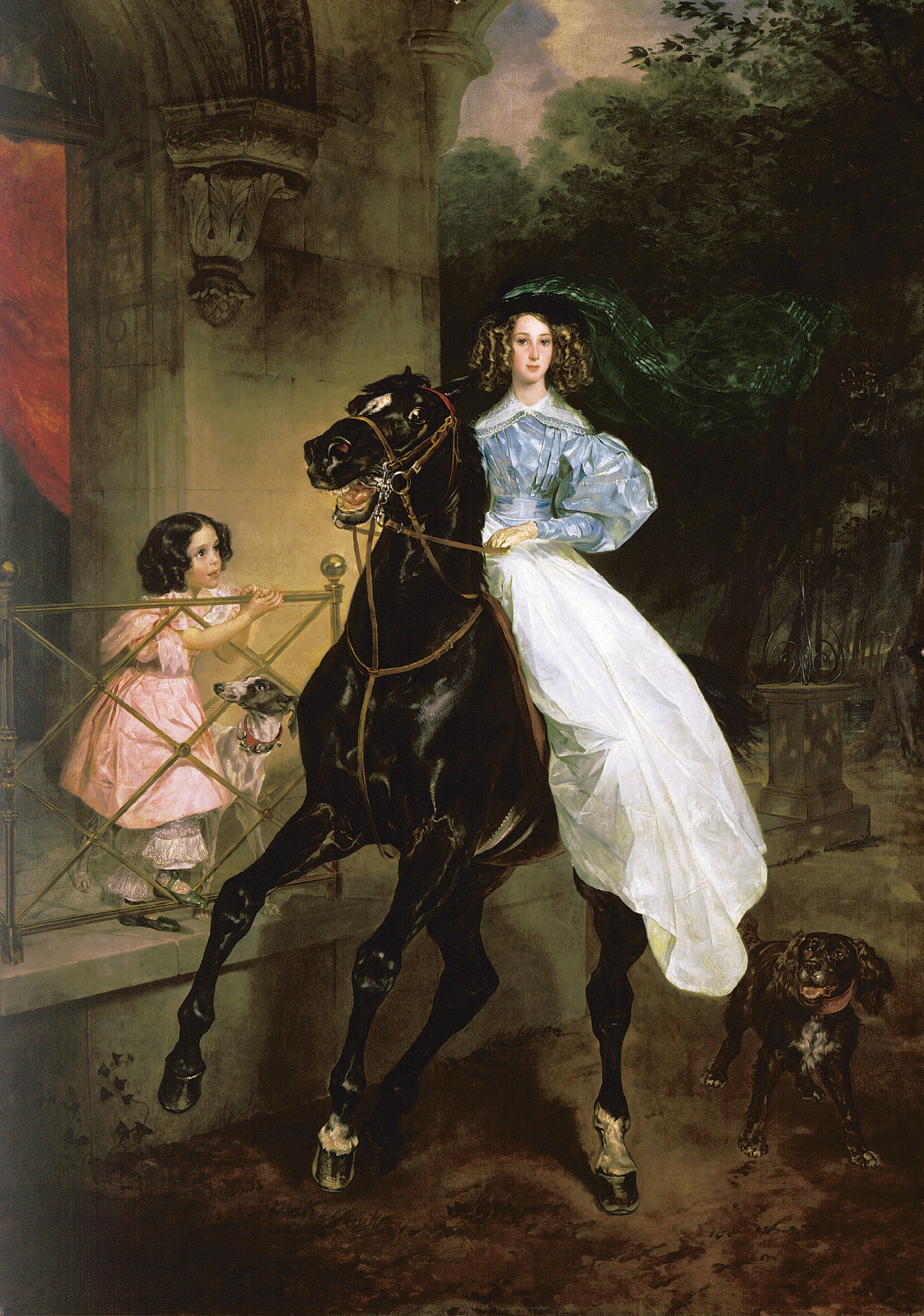
Lovagló hölgy (1832)
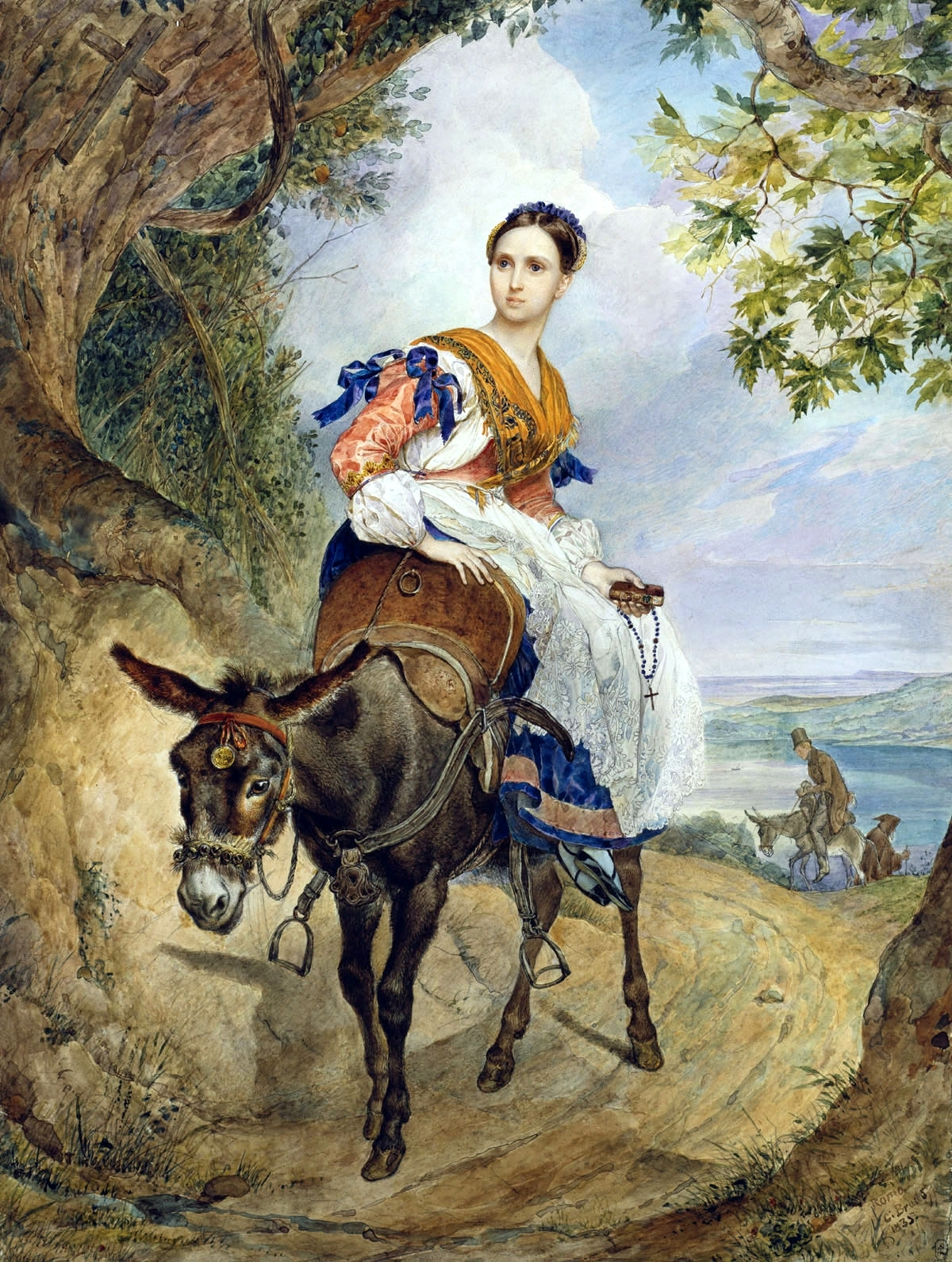
Olga Pavlovna Ferzen grófné szamáron (akvarell, 1835)